# Predrag Raković
Predrag Raković (Servo-croata cirílico: Предраг Раковић; 10 de junho de 1912 – 15 de dezembro de 1944) foi um oficial militar iugoslavo que se juntou às forças Chetnik de Draža Mihailović após a invasão da Iugoslávia pelo Eixo em abril de 1941 durante a Segunda Guerra Mundial. Ele se tornou comandante do 2º Corpo de Exército Ravna Gora de Chetnik e colaborou com o governo fantoche instalado pelos alemães no território da Sérvia ocupado pelos alemães e mais tarde diretamente com os alemães contra os guerrilheiros iugoslavos rivais liderados pelos comunistas. As suas forças cooperaram brevemente com as forças soviéticas contra os alemães em outubro de 1944, mas confrontados com as exigências soviéticas para deporem as armas ou se juntarem aos guerrilheiros, retiraram-se da Sérvia ocupada.

## Juventude e carreira
Predrag Raković nasceu em 10 de junho de 1912 na aldeia de Prijevor, perto de Čačak, no Reino da Sérvia. Ele era um dos cinco filhos de Milosav e Milorada Raković. A Sérvia tornou-se parte do Reino dos Sérvios, Croatas e Eslovenos em 1918. Quando concluiu o ensino primário, frequentou o ginásio em Čačak. De acordo com seu histórico militar, enquanto estava no ginásio, ele entrou em confronto com colegas estudantes que tinham tendências comunistas. Após se formar no ginásio, ele se inscreveu com sucesso para se tornar cadete na escola primária da Academia Intendente do Exército Real Iugoslavo, começando em 1º de outubro de 1933. Ele progrediu na hierarquia enquanto estava na academia e foi comissionado como tenente intendente (poručnik) em 1º de outubro de 1936. Mais tarde naquele mês, ele foi designado para o armazém do exército em Osijek (agora na Croácia).  As suas funções incluíam a supervisão do aquecimento, iluminação e satisfação das necessidades de abastecimento da guarnição de Osijek, e também geriu os fundos do exército atribuídos para esse fim. Mais tarde, ele foi transferido para um posto em Škofja Loka (agora na Eslovênia), onde a construção de fortificações ao longo da fronteira norte da Iugoslávia estava sendo coordenada, e a partir de 29 de novembro de 1939 foi destacado para o 42º Regimento de Infantaria em Bjelovar (agora na Croácia). 

## Segunda Guerra Mundial

### Invasão da Iugoslávia
Os planos de mobilização iugoslavos viam o 42º Regimento de Infantaria como uma formação constituinte da 40ª Divisão de Infantaria Slavonska, que seria formada no momento da mobilização do distrito divisional de Osijek.  Após pressão de Adolf Hitler, a Iugoslávia assinou o Pacto Tripartite em 25 de março de 1941. Dois dias depois, um golpe de estado derrubou o governo.  Uma mobilização geral não foi convocada pelo novo governo até 3 de abril de 1941, por medo de ofender ainda mais Hitler e, assim, precipitar a guerra.  No entanto, no mesmo dia do golpe, Hitler ordenou uma invasão, que deveria começar em 6 de abril.  Quando a invasão começou, dois batalhões do 42º Regimento de Infantaria marchavam em direção às suas posições defensivas, enquanto o resto da unidade ainda se mobilizava em Bjelovar e não conseguia se mover devido à falta de animais de tração. Os batalhões em desdobramento não tinham apoio de artilharia porque o regimento de artilharia divisionária não completou a sua mobilização.  A nacionalista croata Ustaše sabotou a rede de rádio iugoslava e conduziu atividades de quinta-coluna, o que dificultou a mobilização e implantação do 42º Regimento de Infantaria e do resto da divisão. 
Em 7 de abril, o 42º Regimento de Infantaria teve que assumir toda a frente da divisão após os membros croatas do 108º Regimento de Infantaria – responsável pelo setor certo – revoltaram-se e prenderam os oficiais e soldados sérvios e marcharam de volta para Bjelovar.   No dia seguinte, os dois batalhões fracos e vacilantes do 42º Regimento de Infantaria chegaram a Pčelić, 15km a sudoeste de Virovitica, onde os alemães cruzaram o rio Drava.  Em 9 de abril, as tropas croatas restantes também estavam desertando ou se voltando contra seus comandantes, e quase todas as tropas restantes na linha de frente eram sérvias.   Logo após o amanhecer do dia seguinte, os alemães lançaram um ataque contra os remanescentes do 42º Regimento de Infantaria, e as tropas foram capturadas ou fugiram para as colinas ao sul.  

### Revolta na Sérvia
Quando a Iugoslávia se rendeu em 17 de abril, Raković foi um dos oficiais regulares e da reserva que se recusou a se render ou conseguiu escapar da captura pelos alemães e seguiu para Ravna Gora, uma área montanhosa perto da montanha Suvobor, na área central do que se tornou o Território da Sérvia ocupado pelos alemães. Lá eles se juntaram ao nascente movimento de guerrilha Chetnik liderado pelo Coronel Draža Mihailović. As principais atividades dos Chetniks de meados de Maio a Agosto foram identificar que mão-de-obra poderia estar disponível para o movimento, recrutar aqueles dispostos a comprometer-se imediatamente e elaborar listas daqueles que poderiam ser mobilizados no futuro, bem como recolher armas, munições e suprimentos e estabelecimento de caches. Mihailović e o seu círculo íntimo também planearam uma estratégia de resistência, que se centrava no aumento de forças, mas no adiamento das operações armadas contra os ocupantes até que os Aliados desembarcassem e os expulsassem do país.  No início de julho, Raković formou o Destacamento Prijevor Chetnik em sua aldeia natal.  Na mesma época, uma revolta liderada pelos comunistas eclodiu no território ocupado. Em poucas semanas, a revolta partidária atingiu proporções massivas e cresceu em intensidade ao longo de agosto. 
Em agosto, após um atentado frustrado contra a vida de Mihailović, Raković tomou conhecimento de que era suspeito de envolvimento na tentativa de assassinato. Ele viajou para Ravna Gora e convenceu Dragiša Vasić – Conselheiro próximo de Mihailović, que liderava a investigação – que ele não estava envolvido.  Entretanto, aumentava a pressão sobre Mihailović e o seu movimento para se juntar à revolta. Em meados de setembro, alguns destacamentos de Chetnik conduziam operações independentes ou combinadas com os guerrilheiros contra os alemães e as forças colaboracionistas sérvias do Governo de Salvação Nacional de Milan Nedić.  Apesar disso, Mihailović não se comprometeu totalmente com o levante.  Numa indicação de que Raković manteve a confiança de Mihailović, em setembro as suas responsabilidades foram expandidas para as forças Chetnik na aldeia vizinha de Ljubić. 
Os principais combates em que Raković e o seu destacamento participaram durante a revolta foram a captura de Čačak em 1 de outubro, quando foram responsáveis pelo ataque vindo do noroeste da cidade.  Diante da brutal resposta da contrainsurgência alemã, a Operação Uzice – que foi lançado no final de setembro – as divergências entre os guerrilheiros e os chetniks foram exacerbadas pelos massacres de civis em represália alemã em Kraljevo e Kragujevac. Mihailović e o líder partidário Josip Broz Tito reuniram-se a 27 de outubro, mas não conseguiram chegar a acordo sobre se a revolta deveria continuar, com Tito a instar que a revolta continuasse independentemente das consequências e Mihailović a tentar impor a sua abordagem de esperar para ver. Na altura desta reunião, Mihailović contactou os alemães e ofereceu-se para ajudá-los contra os guerrilheiros, tendo percebido que eles eram a maior ameaça ao seu movimento. Três dias depois da reunião, ele ordenou que suas forças Chetnik atacassem os guerrilheiros, o que foi feito em 1º de novembro.  Os guerrilheiros repeliram com sucesso o ataque de Chetnik e contra-atacaram; no final de duas semanas de combates ferozes, cercaram o quartel-general de Mihailović em Ravna Gora, mas relutaram em continuar devido à percepção de Tito de que a União Soviética desaprovaria. Os alemães lançaram então o seu esforço final para eliminar o território controlado pelos Partidários conhecido como República de Užice. 
Apesar de algumas tentativas tímidas de reconciliação, a divisão entre os chetniks e os guerrilheiros foi permanente. Os alemães não confiaram em Mihailović e durante os últimos estágios da Operação Uzice e a quase completa derrota e expulsão dos guerrilheiros do território ocupado no início de dezembro, eles rapidamente lançaram a Operação Mihailović e dispersaram o quartel-general do Chetnik em Ravna Gora, embora Mihailović tenha escapado por pouco.  Mihailović estava em contato com o governo fantoche de Nedić desde o final de agosto e, em meados de novembro, encorajou os destacamentos de Chetnik a cooperar com as forças traidoras contra os guerrilheiros. Um dos sete destacamentos que definitivamente tomaram esta atitude foi o de Raković, que se declarou disposto a aceitar o comando de Nedić e lutou contra os Partidários a partir do final de novembro. 

### Legalização
Em 1 ou 2 de dezembro de 1941, Raković e seu destacamento apresentaram-se aos alemães. Eles então competiram com os Destacamentos de Voluntários Sérvios – o braço paramilitar do Movimento Nacional Iugoslavo, de Dimitrije Ljotić, antes da guerra, que fazia parte das forças do regime fantoche – em ajudar na captura dos guerrilheiros restantes. Também prestaram assistência aos destacamentos de Chetnik que não tinham sido legalizados.  O destacamento legalizado de Raković era conhecido como Destacamento Ljubić "Tanasko Rajić" e contava com 400 Chetniks. 
Em abril de 1942, todos os destacamentos Chetnik legalizados, como o de Raković, foram colocados sob o comando direto das divisões de ocupação do Exército Alemão, com a sua atividade estritamente controlada pelas autoridades de ocupação alemãs. Foram-lhes atribuídas áreas de responsabilidade e não foram autorizados a mover-se sem autoridade alemã, todas as operações tiveram de ser previamente autorizadas pela área alemã local ou pelo comando distrital, um oficial de ligação alemão teve de estar presente com eles quando estivessem envolvidos em operações, e os alemães controlavam diretamente o seu fornecimento de munições. No final de 1942, quase todos os destacamentos Chetnik legalizados foram desarmados porque os alemães os consideravam pouco confiáveis e de pouco valor de combate.  Isto incluiu o destacamento de Raković, embora nem todos os seus Chetniks tenham respondido às ordens alemãs e aqueles que não o fizeram regressaram à ilegalidade sob o seu comando. Muitos dos que denunciaram foram enviados para a Alemanha como trabalhadores forçados. 
Durante o período de legalização, o destacamento de Raković por vezes entrou em conflito com o Corpo de Voluntários Sérvio na sua área de responsabilidade. No final de maio de 1942, Raković organizou um ataque ao destacamento do comandante do Corpo de Voluntários Sérvio Budimir Nikić e seus associados, ferindo Nikić e matando quatro de seus companheiros perto de Čačak. No final do mês seguinte, Dragutin Bulić, um padre da Igreja Ortodoxa Sérvia e membro do Corpo de Voluntários Sérvio, foi atacado e morto no mercado de Čačak. 

### Colaboracionismo e morte
Na altura em que Raković e o seu destacamento regressaram à ilegalidade, as forças Chetnik foram reorganizadas em corpos numa base territorial, e Raković foi colocado no comando do 2º Corpo de Ravna Gora, cobrindo as aldeias de Ljubić, Trnava e Žička, todas em o distrito de Čačak. Quando foi criado, o corpo contava com cinco brigadas. Apesar de ser oficialmente "ilegal", Raković manteve contactos com os alemães e concordou em continuar a lutar contra os restantes guerrilheiros e não obstruir a requisição de alimentos no distrito, em troca de armas, munições e outros fornecimentos. Raković manteve estas ligações até ao fim da ocupação alemã no final de 1944. As suas ações contra os Partidários e os seus simpatizantes na sua área de responsabilidade incluíram a elaboração de listas de pessoas a serem mortas; os assassinatos foram cometidos principalmente à noite com facas.  Um exemplo deste terror pode ser visto durante o período entre 17 de fevereiro e 22 de março de 1943. tropas sob o comando de Raković mataram 37 pessoas no distrito de Čačak, incluindo 6 mulheres. O Ministério do Interior do governo traior de abril observa que as ações antipartidárias de certas unidades Chetniks, incluindo aquelas sob o comando de Raković, matam qualquer pessoa que tenha colaborado com os guerrilheiros e que a negligência de suas ações os torna indistinguíveis dos bandidos comuns. 

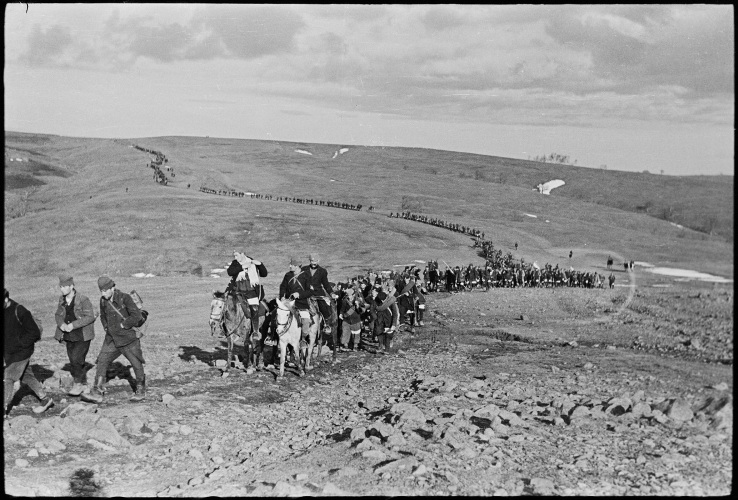
Por ordem de Mihailović, o 2º Corpo de Ravna Gora de Raković marchou através do planalto de Pešter em sua marcha para ajudar as forças sitiadas de Chetnik na província italiana de Montenegro.

As forças Chetnik participaram do lado do Eixo durante a maior operação de contrainsurgência na Iugoslávia ocupada – Caso Branco – entre janeiro e março de 1943 no Estado Independente da Croácia. Após sua derrota desastrosa durante a fuga dos Partidários através do rio Neretva,  as forças Chetnik que participaram – junto com seus aliados italianos – recuou para a província italiana de Montenegro e para a região adjacente de Sandžak e planejou deter o avanço dos guerrilheiros entre Nikšić, no rio Zeta, e Bijelo Polje, no rio Lim. Em meados de abril, Mihailović ordenou a mobilização e transporte do corpo de Raković ao longo dos 200km de Čačak a Bijelo Polje para reforçar as defesas de Chetnik. Quando chegaram, em 7 de maio, junto com o Corpo Rasina de Dragutin Keserović, os guerrilheiros haviam feito mais avanços e foram recebidas informações sobre as intenções alemãs de entrar em Montenegro e desarmar os chetniks. Como resultado, Mihailović regressou ao território ocupado da Sérvia com os dois corpos, que contavam com 2.000 soldados. Mihailović emitiu uma ordem especial elogiando os homens do 2º Corpo de Ravna Gora por responderem rapidamente.  
Logo após o seu regresso a Čačak, Raković atuou como intermediário entre Mihailović, por um lado, e Nedić e Ljotić, por outro, durante as negociações. 
As várias forças Chetnik às vezes lutavam entre si e tratavam as suas áreas de responsabilidade como feudos pessoais. Por exemplo, durante 1944, Raković e outro líder Chetnik, Dragoslav Račić, atiraram no Inspetor das Forças Chetnik de Mihailović, Coronel Jevrem Simić, quando ele estava a caminho de Čačak.  Raković também matou pessoalmente o principal conselheiro político de Keserović, Mihailo Knežević, ou ordenou que ele fosse morto. 
Em abril de 1944, durante a Operação Kammerjäger liderada pelos alemães, um contra-ataque às divisões partidárias que haviam penetrado no território ocupado da Sérvia, os Chetniks de Raković foram derrotados pelas forças partidárias.  Mais tarde naquele mês, Raković – que foi um dos principais elos de Chetnik com o regime fantoche de Nedić e os alemães – encontrou-se em Čačak com o oficial alemão, Obersturmführer Biermann, chefe do Sicherheitsdienst (o serviço de segurança da SS) no território ocupado, e disse-lhe que a sua autoridade para representar Mihailović tinha sido retirada. Isto implicava que Mihailović estava ciente da colaboração de Raković e do acordo de colaboração que Raković tinha anteriormente com os alemães.  Em meados de agosto, Raković foi a Belgrado para se encontrar com o comandante de Ljotićevci, general Kosta Mušicki, que prometeu a Raković que apoiaria suas forças com um caminhão, armas e uniformes. 
De acordo com fontes pró-partidárias, em 28 de novembro de 1944, Raković realizou uma reunião com os guerrilheiros na aldeia de Brđani, perto de Gornji Milanovac. Os guerrilheiros permitiram que os soldados Chetnik voltassem para suas casas ou se juntassem aos guerrilheiros; no entanto, os oficiais comandantes teriam que se render aos guerrilheiros e serem julgados após a guerra. Os chetniks rejeitaram a última condição, que encerrou as negociações. 